# Pawel Wladimirowitsch Perwuschin
Pawel Wladimirowitsch Perwuschin (russisch Павел Владимирович Первушин, wiss. Transliteration Pavel Vladimirovič Pervušin; * 5. September 1947; † vor oder am 24. September 2022) war ein sowjetischer Gewichtheber.

## Werdegang
Pawel Perwuschin wuchs in einem kleinen Ort in der Nähe von Wolgograd auf. Er betätigte sich als Jugendlicher vor allem in der Leichtathletik. Mit 16 Jahren brachte ihn sein älterer Bruder Nikolai zum Gewichtheben, das er von da an mit viel Fleiß und Ausdauer betrieb. Auf regionaler Ebene stellten sich bald erste Erfolge ein.
Mit 19 Jahren trat Perwuschin in die Sowjetarmee ein und wurde in Leningrad stationiert. Dort fand er in Fjodor Bogdanowski, dem Olympiasieger von 1960 im Mittelgewicht, einen kompetenten Trainer. Im März 1967 schaffte er im olympischen Dreikampf schon 445 kg und belegte bei den sowjetischen Juniorenmeisterschaften des gleichen Jahres den achten Platz. Von diesem Ergebnis war er etwas enttäuscht, trainierte aber intensiv weiter und überbot bereits 1970 die 500-kg-Grenze im Schwergewicht (damals bis 110 kg Körpergewicht).
1973 war sein bestes Jahr. Als hervorragender Techniker im Reißen und Stoßen profitierte er von der Abschaffung des Drückens und wurde in diesem Jahr sowjetischer, Europa- und Weltmeister im Zweikampf, wobei er bei der Europameisterschaft in Madrid als erster Schwergewichtler der Welt die 400-kg-Grenze im Zweikampf erreichte. 1974 und 1975 verhinderte eine langwierige Handverletzung weitere Starts.
1976 versuchte er ein Comeback. Er erreichte zwar mit 387,5 kg im Zweikampf ein gutes Ergebnis bei den sowjetischen Meisterschaften, wurde aber nicht für die Olympischen Spiele in Montreal nominiert. Enttäuscht beendete er daraufhin seine sportliche Laufbahn.
Perwuschin starb wenige Wochen nach seinem 75. Geburtstag im September 2022.

## Internationale Erfolge/Mehrkampf
(WM = Weltmeisterschaft, EM = Europameisterschaft, S = Schwergewicht, Wettbewerbe bis 1972 im olympischen Dreikampf, bestehend aus Drücken, Reißen und Stoßen, ab 1973 im Zweikampf, bestehend aus Reißen und Stoßen).
- 1970, 3. Platz, Turnier in Dnepropetrowsk, S, mit 527,5 kg, hinter Waleri Jakubowski, UdSSR, 545 kg und Kārlis Pumpuriņš, UdSSR, 540 kg;
- 1971, 2. Platz, Turnier in Rostow, S, mit 542,5 kg, hinter Jablonowsky, UdSSR, 555 kg und vor Ambroszi, Ungarn, 522,5 kg;
- 1971, 1. Platz, Pokalwettk, in Jerewan, S, mit 565 kg, vor W. Brots, UdSSR, 542,5 kg und Onitschenko, UdSSR, 540 kg;
- 1972, unplatziert, Vorol. Turnier in Ulm, S, durch 3 Fehlversuche im Drücken, Sieger: Stefan Grützner, DDR, 535 kg;
- 1973, 1. Platz, Turnier in Sotschi, S, mit 380 kg, vor Schalin, UdSSR, 365 kg und Onitschenko, 360 kg;
- 1973, 1. Platz, Turnier in Taschkent, S, mit 392,5 kg, vor Grützner, 362,5 kg und Kauko Kangasniemi, Finnland, 347,5 kg;
- 1973, 1. Platz, EM in Madrid, S, mit 400 kg, vor Helmut Losch, DDR, 362,5 kg und Dieter Westphal, Bundesrep. Deutschland, 355 kg;
- 1973, 1. Platz, WM in Havanna, S, mit 385 kg, vor Losch, 370 kg und Gonzales, Kuba, 362,5 kg;
- 1976, 4. Platz, EM in Berlin, S, mit 385 kg, hinter Walentin Christow, Bulgarien, 415 kg, Juri Saizew, UdSSR, 400 kg und Jürgen Ciezki, DDR, 395 kg.

## Medaillen Einzeldisziplinen
- WM-Goldmedaillen: 1973, Reißen, S – 1973, Stoßen, S.
- EM-Goldmedaillen: 1973, Reißen, S – 1973, Stoßen, S.

## UdSSR-Meisterschaften
- 1971, 2. Platz, S, mit 560 kg, hinter Juri Kosin, 567,5 kg und vor Jablonowsky, 552,5 kg,
- 1972, 2. Platz, S, mit 577,5 kg, hinter Jaan Talts, 587,5 kg und vor Wladimir Golowanow, 565 kg,
- 1973, 1. Platz, S, mit 387,5 kg, vor Schalin, 375 kg und Waleri Jakubowsky, 375 kg,
- 1976, 3. Platz, S, mit 387,5 kg, hinter Juri Saizew, 395 kg und Waleri Falew, 395 kg.

## Weltrekorde
(alle im Schwergewicht, bis 110 kg Körpergewicht, erzielt)
- 168 kg, Reißen, 1971 in Odessa,
- 170 kg, Reißen, 1971 in Moskau,
- 170,5 kg, Reißen, 1971 in Jerewan,
- 171 kg, Reißen, 1972 in Ulm,
- 173 kg, Reißen, 1972 in Tallinn,
- 175 kg, Reißen, 1972 in Tallinn,
- 175,5 kg, Reißen, 1972 in Sotschi,
- 218,5 kg, Stoßen, 1972 in Tallinn,
- 220,5 kg, Stoßen, 1972 in Tallinn,
- 176 kg, Reißen, 1973 in Taschkent,
- 177,5 kg, Reißen, 1973 in Madrid,
- 223 kg, Stoßen, 1973 in Taschkent,
- 223,5 kg, Stoßen, 1973 in Madrid,
- 392,5 kg, Zweikampf, 1973 in Taschkent,
- 400 kg, Zweikampf, 1973 in Madrid.